# Azniv Hrachia
Azniv Hrachia, född 1853, död 1920, var en ottomansk-armenisk skådespelare och regissör.
Azniv Hrachia debuterade 1869 på den armeniska Orientaliska teatern och engagerades senare vid Ottomanska teatern. Hon flyttade på 1880-talet till Tiflis, där hon arbetade på lokala teatrar. 
Hon gjorde ett uppehåll i karriären 1883-1893, då hon arbetade som sömmerska av familjeskäl, men återupptog sedan skådespelet på scen i Baku, där hon också debuterade som regissör. Vid hennes debut tillhöde hon den första gruppen kvinnliga aktörer i Mellanöstern. 
I ett tal till sin kollega Siranoush 1909 sade hon att det 45 år tidigare hade varit så svårt för en kvinna att arbeta som aktör, att det var att beteckna som ett offer, och krävde stor viljestyrka.